# Андерсон, Линн
Линн Рене Андерсон (англ. Lynn Rene Anderson; 26 сентября 1947 — 30 июля 2015) — американская кантри-певица, обладательница премии «Грэмми» за хит «(I Never Promised You A) Rose Garden». Андерсон была одной из самых популярных кантри-исполнительниц 1970-х. Её хиты неоднократно достигали 1 мест различных чартов.

## Биография

### Юные годы
Родилась в Северной Дакоте в городе Гранд-Форкс в семье поэтов-песенников в жанре кантри Кейси и Лиз Андерсон. Её прадед был норвежцем, уроженцем города Аремарк. Детство и юность Андерсон прошли в Калифорнии, где её семья обосновалась в городе Фейр-Окс.  С юных лет она увлекалась музыкой, став со временем принимать участие в различных представлениях, фестивалях и конкурсах.

### Музыкальная карьера
В 1965 году мать Линн заключила контракт со звукозаписывающей компанией «RCA Records», после того как написанная ею песня «All My Friends Are Gonna Be Strangers» в исполнении Мерла Хаггарда заняла высокие позиции в чартах местного радио. Это позволило ей приобрести новые знакомства в музыкальной среде, благодаря чему также был замечен и талант её дочери, с которой год спустя подписал контракт лейбл «Chart Records». В том же году Линн Андерсон записала свой дебютный сингл «For Better or for Worse» в дуэте с Джерри Лейном, а в чарты кантри музыки она впервые попала благодаря синглу «If I Kiss You (Will You Go Away)». Первый успех к Андерсон пришёл в 1967 году с синглом «If I Kiss You», занявшем пятую строчку в чарте U.S. Billboard Hot Country Singles, и последовавшим за ним «Promises, Promises», получившем четвёртое место в том же чарте.
В 1967 году стала постоянной участницей музыкальной передачи «Шоу Лоренса Велка», благодаря которой стала узнаваемой на публике. В 1969 году, по мере роста популярности, она покинула шоу, записав вскоре сингл That’s a No No, ставший вторым в чарте U.S. Billboard Hot Country Singles. Далее последовали синглы He’d Still Love Me, I’ve Been Everywhere, Rocky Top, It Wasn’t God Who Made Honky Tonk Angels и I’m Alright, также получившие высокие позиции в чартах.
В 1970 году подписала контракт со студией «Columbia», где осенью того же года записала сингл «(I Never Promised You a) Rose Garden», написанный Джо Саутом. Трек тут же стал хитом, заняв лидирующую позицию в кантри-чарте страны, а также достигнув третьего место в Billboard Hot 100. Помимо этого сингл стал международным хитом, утвердившись на высоких позициях в чартах Великобритании и Германии. Выпущенный через год одноимённый альбом «Rose Garden», также стал чрезвычайно успешным, получив платиновый сертификат RIAA.  В 1971 году благодаря «Rose Garden» была удостоена премии «Грэмми» в номинации лучшая исполнительница кантри.

### Личная жизнь
С 1968 по 1977 год была замужем за автором песен Гленном Саттоном. У них родилась дочь. С 1978 по 1982 год была замужем за предпринимателем Гарольдом Стримом. В браке родилось двое детей.

### Смерть
Линн Андерсон умерла 30 июля 2015 года от сердечного приступа в возрасте 67 лет в медицинском центре Нашвилла, куда она была госпитализирована с пневмонией после поездки в Италию.

## Дискография
Студийные альбомы
- Ride, Ride, Ride (1967)
- Promises, Promises (1967)
- Big Girls Don’t Cry (1968)
- At Home with Lynn (1969)
- With Love from Lynn (1969)
- Songs That Made Country Girls Famous (1969)
- I’m Alright (1970)
- No Love at All (1970)
- Rose Garden (1970)
- Stay There 'Til I Get There (1970)
- Uptown Country Girl (1970)
- A Woman Lives for Love (1971)
- How Can I Unlove You (1971)
- With Strings (1971)
- You’r My Man (1971)
- Cry (1972)
- Here’s Lynn Anderson (1972)
- Listen to a Country Song (1972)
- Flower of Love (1973)
- Keep Me in Mind (1973)
- Top of the World (1973)
- Smile for Me (1974)
- I’ve Never Loved Anyone More (1975)
- What a Man My Man Is (1975)
- All the King’s Horses (1976)
- I Love What Love Is Doing to Me (1977)
- Wrap Your Love All Around Your Man (1977)
- From the Inside (1978)
- Outlaw Is Just a State of Mind (1979)
- Even Cowgirls Get the Blues (1980)
- Back (1983)
- Country Girl (1987)
- What She Does Best (1988)
- Cowboy’s Sweetheart (1992)
- Latest and Greatest (1998)
- Home for the Holidays (1999)
- Cowgirl (2005)
- Cowgirl II (2010)
- Bridges (2015)